# 道頓堀東映
道頓堀東映（どうとんぼりとうえい）は、かつて大阪府大阪市中央区道頓堀に所在していた東映系の映画館である。

## 歴史
- 前身は承応元年（1652年）開業の朝日座。明治41年（1908年）に松竹が買収し、それから3年後の明治44年（1911年）から映画興行を開始していたが、昭和20年（1945年）に発生した大阪大空襲により焼失。その後廃座となった。
- 昭和30年（1955年）3月28日、朝日座跡地を東映が買い取り、関西地区初となる[要出典]東映系映画館として大阪東映劇場・大阪東映地下劇場がオープン[2](p20)。昭和40年（1965年）5月3日、大阪東映地下劇場を大阪東映パラスに改称[2](p40)。昭和54年（1979年）7月14日、全面改装し名称も道頓堀東映劇場・道頓堀東映パラス劇場に変更[2](p68)。
- 大阪市内における東映系のチェーンマスターとして長らく営業してきたが、建物の老朽化や、浪速区難波中にある複合商業施設『なんばパークス』内に東映と松竹の共同経営によるシネマコンプレックス「なんばパークスシネマ」がオープンすることも重なり、平成19年（2007年）4月20日をもって閉館。最後の2日間となる4月19日と20日は“転生・道頓堀東映52年物語”と題したイベントを開催。浜村淳や北大路欣也のトークショーなどが行われ52年の歴史に幕を閉じた[1]。この劇場の閉館により、「東映パラス」と名の付く映画館はすべて姿を消した。
- 跡地は同年9月にゴールドマン・サックスグループが64億6千万円で取得したと報じられたが[3]、その後は進展のないまま更地状態が続いていた。2016年（平成28年）、道頓堀東映跡地に「道頓堀ベニスビル1」が竣工。同ビルの1階に「マツモトキヨシ道頓堀1丁目店[4]」、2階に「エディオン道頓堀店」（同年9月24日オープン[5]）が入居している。

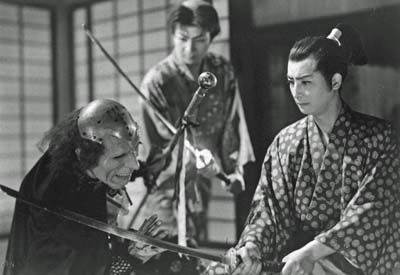
道頓堀東映の開館番組だった『百面童子』（監督小澤茂弘）の第一篇“ギヤマンの秘密”の一場面。写真左から東千代之介、伏見扇太郎、吉田義夫。

## データ
- 所在地：大阪府大阪市中央区道頓堀1丁目4-27（現在の「道頓堀ベニスビル1」の位置[4][5]）
- 観客定員数（2007年閉館時）
  - 道頓堀東映（邦画系）：660人
  - 道頓堀東映パラス（洋画系）：285人